# Rhadinophanes monticola
Rhadinophanes monticola är en ormart som beskrevs av Myers och Campbell 1981. Rhadinophanes monticola är ensam i släktet Rhadinophanes som ingår i familjen snokar. Arten tillhör underfamiljen Dipsadinae som ibland listas som familj.
Inga underarter finns listade i Catalogue of Life.
Arten är med en längd mindre än 75 cm en liten orm. Den är endast känd från ett litet område i delstaten Guerrero i västra Mexiko. Regionen ligger 3000 meter över havet. Några få exemplar upptäcktes i en skog med ädelgranar. Antagligen lägger honor ägg.
Populationen är troligtvis känslig för intensivt skogsbruk och bränder. Populationens storlek är okänd. IUCN kategoriserar arten globalt som otillräckligt studerad.